# 脱忽察儿
脱忽察儿（12世纪？—1221年），蒙古帝国将领，弘吉剌部人。
1211年成吉思汗征金朝时，命他率骑二千留守蒙古本土保护辎重、行宫，以防被征服的克烈部等部众叛变，巡哨西边，以防蔑兒乞、乃蛮等残部反攻。1217年，奉旨与速不台出征蔑兒乞残部，次年将其全部歼灭。1220年，成吉思汗讨花剌子模，以者别为前锋，速不台为者别后援，脱忽察儿又为速不台后援，各率万骑出发。当时，马鲁（梅尔夫）长官罕·蔑力克遣使纳降。成吉思汗命者别三人经过罕·蔑力克之地，不要打扰其部众。者别、速不台在马鲁秋毫无犯，脱忽察儿后至，违犯军令，纵兵抢掠。罕·蔑力克部众继续反蒙，罕·蔑力克遣使把事情告诉成吉思汗，脱忽察儿于是被削职。罕·蔑力克还是内心不安，于是又归附札兰丁。1221年，从拖雷攻打呼罗珊地区，战死于你沙不儿（內沙布爾）城下。其妻是成吉思汗之女率万人入城，屠城，以报夫仇。
《新元史》认为脱忽察儿被罕·蔑力克所杀，死在你沙不儿城的作图格察儿，没有说他是成吉思汗的女婿。《蒙古帝国史》认为进攻马鲁被处惩罚的脱忽察儿，与死在你沙不儿的驸马是一个人。《成吉思汗传》也认为脱忽察儿与图格察儿（脱察哈儿）是两个人，并且认为死在你沙不儿的脱察哈儿就是赤古，为他报仇的妻子就是秃满伦。